# VTV Cup 2012
Giải bóng chuyền nữ quốc tế VTV Cup 2012 là giải đấu lần thứ 9 với sự phối hợp tổ chức của Liên đoàn bóng chuyền Việt Nam và Đài Truyền hình Việt Nam. Giải đấu được tổ chức tại nhà thi đấu tỉnh Vĩnh Phúc. Giải đấu được sự tài trợ chính của Exim Bank, nên giải còn có tên gọi là Giải bóng chuyền nữ quốc tế VTV Eximbank Cup 2012.

## Các đội tham dự
- Việt Nam
- Úc
- Kazakhstan
- Nonthaburi
- Giang Tô
- Nhật Bản  (Thực chất là đội tuyển Sinh viên Nhật Bản)
- Ngân hàng công nghiệp Hàn Quốc
- CHDCND Triều Tiên

## Vòng bảng

### Bảng A

#### Bảng xếp hạng
| Đội                            | St | T | B | Vt | Vb | Ts   | Dt  | Db  | Ts   | Điểm |
| ------------------------------ | -- | - | - | -- | -- | ---- | --- | --- | ---- | ---- |
| Việt Nam                       | 3  | 3 | 0 | 9  | 2  | 4.50 | 241 | 197 | 1.22 | 8    |
| Ngân hàng công nghiệp Hàn Quốc | 3  | 2 | 1 | 8  | 4  | 2.00 | 269 | 231 | 1.16 | 7    |
| Giang Tô                       | 3  | 1 | 2 | 4  | 6  | 0.67 | 214 | 228 | 0.94 | 3    |
| Úc                             | 3  | 0 | 3 | 0  | 9  | 0.00 | 159 | 225 | 0.71 | 0    |

#### Kết quả chi tiết
| Ngày | Thời gian |          | Điểm |                                | Set 1 | Set 2 | Set 3 | Set 4 | Set 5 | Tổng   | Nguồn |
| ---- | --------- | -------- | ---- | ------------------------------ | ----- | ----- | ----- | ----- | ----- | ------ | ----- |
| 14/7 | 18:00     | Giang Tô | 1–3  | Ngân hàng công nghiệp Hàn Quốc | 17–25 | 25–19 | 23–25 | 20–25 | –     | 88–94  | Nguồn |
| 14/7 | 21:30     | Việt Nam | 3–0  | Úc                             | 25–13 | 25–13 | 25–20 | –     | –     | 75–46  | Nguồn |
| 16/7 | 18:00     | Việt Nam | 3–2  | Ngân hàng công nghiệp Hàn Quốc | 12–25 | 25–18 | 25–22 | 14–25 | 15–10 | 91–100 | Nguồn |
| 16/7 | 20:00     | Giang Tô | 3–0  | Úc                             | 25–20 | 25–20 | 25–19 | –     | –     | 75–59  | Nguồn |
| 18/7 | 18:00     | Việt Nam | 3–0  | Giang Tô                       | 25–14 | 25–19 | 25–18 | –     | –     | 75–51  | Nguồn |
| 18/7 | 20:00     | Úc       | 0–3  | Ngân hàng công nghiệp Hàn Quốc | 17–25 | 15–25 | 22–25 | –     | –     | 54-75  | Nguồn |

### Bảng B

#### Bảng xếp hạng
| Đội               | St | T | B | Vt | Vb | Ts   | Dt  | Db  | Ts   | Điểm |
| ----------------- | -- | - | - | -- | -- | ---- | --- | --- | ---- | ---- |
| Nhật Bản          | 3  | 2 | 1 | 7  | 4  | 1.75 | 267 | 234 | 1.14 | 6    |
| CHDCND Triều Tiên | 3  | 2 | 1 | 7  | 5  | 1.40 | 280 | 272 | 1.03 | 6    |
| Kazakhstan        | 3  | 2 | 1 | 6  | 4  | 1.50 | 222 | 222 | 1.00 | 6    |
| Nonthaburi        | 3  | 0 | 3 | 2  | 9  | 0.22 | 233 | 274 | 0.85 | 0    |

#### Kết quả chi tiết
| Ngày | Thời gian |                   | Điểm |                   | Set 1 | Set 2 | Set 3 | Set 4 | Set 5 | Tổng   | Nguồn                                                      |
| ---- | --------- | ----------------- | ---- | ----------------- | ----- | ----- | ----- | ----- | ----- | ------ | ---------------------------------------------------------- |
| 15/7 | 18:00     | Kazakhstan        | 3–0  | Nonthaburi        | 25–18 | 26–24 | 26–24 | –     | –     | 77-66  | Nguồn                                                      |
| 15/7 | 20:00     | Nhật Bản          | 1–3  | CHDCND Triều Tiên | 25–27 | 25–23 | 22–25 | 22–25 | –     | 94–100 | Nguồn                                                      |
| 17/7 | 18:00     | Kazakhstan        | 3–1  | CHDCND Triều Tiên | 25–16 | 25–21 | 17–25 | 25–19 | –     | 92–81  | Nguồn                                                      |
| 17/7 | 20:00     | Nhật Bản          | 3–1  | Nonthaburi        | 25–15 | 25–23 | 23–25 | 25–18 | –     | 98–81  | Nguồn                                                      |
| 19/7 | 18:00     | Kazakhstan        | 0–3  | Nhật Bản          | 14–25 | 18–25 | 21–25 | –     | –     | 53–75  | Nguồn                                                      |
| 19/7 | 20:00     | CHDCND Triều Tiên | 3–1  | Nonthaburi        | 25–21 | 19–25 | 30–28 | 25–12 | –     | 99–86  | Nguồn Lưu trữ ngày 23 tháng 7 năm 2012 tại Wayback Machine |

## Vòng tranh thứ hạng 1–4
|  | Bán kết                        | Bán kết  |                      |   | Chung kết | Chung kết |
|  |                                |          |                      |   |           |           |
|  | 20-7-2011 – Vĩnh Yên           |          |                      |   |           |           |
|  |                                |          |                      |   |           |           |
|  | Việt Nam                       | 2        |                      |   |           |           |
|  | Việt Nam                       | 2        | 21-7-2011 – Vĩnh Yên |   |           |           |
|  | CHDCND Triều Tiên              | 3        |                      |   |           |           |
|  | CHDCND Triều Tiên              | 3        | CHDCND Triều Tiên    | 0 |           |           |
|  | 20-7-2011 – Vĩnh Yên           |          | CHDCND Triều Tiên    | 0 |           |           |
|  |                                | Nhật Bản | 3                    |   |           |           |
|  | Nhật Bản                       | Nhật Bản | 3                    | 3 |           |           |
|  | Nhật Bản                       |          |                      | 3 |           |           |
|  | Ngân hàng công nghiệp Hàn Quốc | 0        |                      |   |           |           |
|  | Ngân hàng công nghiệp Hàn Quốc | 0        | Tranh giải ba        |   |           |           |
|  |                                |          |                      |   |           |           |
|  | 21-7-2011 – Vĩnh Yên           |          |                      |   |           |           |
|  |                                |          |                      |   |           |           |
|  | Việt Nam                       | 2        |                      |   |           |           |
|  | Việt Nam                       | 2        |                      |   |           |           |
|  | Ngân hàng công nghiệp Hàn Quốc | 3        |                      |   |           |           |

### Bán kết
| Ngày | Thời gian |          | Điểm |                                | Set 1 | Set 2 | Set 3 | Set 4 | Set 5 | Tổng    | Nguồn |
| ---- | --------- | -------- | ---- | ------------------------------ | ----- | ----- | ----- | ----- | ----- | ------- | ----- |
| 20/7 | 18:00     | Việt Nam | 2–3  | CHDCND Triều Tiên              | 25–19 | 19–25 | 23–25 | 25–23 | 10–15 | 102–107 | Nguồn |
| 20/7 | 20:00     | Nhật Bản | 3–0  | Ngân hàng công nghiệp Hàn Quốc | 25–15 | 25–19 | 25–17 | –     | –     | 75–51   | Nguồn |

### Tranh hạng 3
| Ngày | Thời gian |          | Điểm |                                | Set 1 | Set 2 | Set 3 | Set 4 | Set 5 | Tổng   | Nguồn |
| ---- | --------- | -------- | ---- | ------------------------------ | ----- | ----- | ----- | ----- | ----- | ------ | ----- |
| 21/7 | 18:00     | Việt Nam | 2–3  | Ngân hàng công nghiệp Hàn Quốc | 25-17 | 20-25 | 21-25 | 25-15 | 14–16 | 105-98 | Nguồn |

### Chung kết
| Ngày | Thời gian |                   | Điểm |          | Set 1 | Set 2 | Set 3 | Set 4 | Set 5 | Tổng  | Nguồn |
| ---- | --------- | ----------------- | ---- | -------- | ----- | ----- | ----- | ----- | ----- | ----- | ----- |
| 21/7 | 20:00     | CHDCND Triều Tiên | 0–3  | Nhật Bản | 19–25 | 16–25 | 19–25 | –     | –     | 54–75 | Nguồn |

## Vòng tranh thứ hạng 5–8
|  | Tranh hạng 5–8       | Tranh hạng 5–8 |                      |   | Tranh hạng 5 | Tranh hạng 5 |
|  |                      |                |                      |   |              |              |
|  | 20-7-2012 – Vĩnh Yên |                |                      |   |              |              |
|  |                      |                |                      |   |              |              |
|  | Giang Tô             | 1              |                      |   |              |              |
|  | Giang Tô             | 1              | 21-7-2011 – Vĩnh Yên |   |              |              |
|  | Nonthaburi           | 3              |                      |   |              |              |
|  | Nonthaburi           | 3              | Nonthaburi           | 2 |              |              |
|  | 20-7-2011 – Vĩnh Yên |                | Nonthaburi           | 2 |              |              |
|  |                      | Kazakhstan     | 3                    |   |              |              |
|  | Kazakhstan           | Kazakhstan     | 3                    | 3 |              |              |
|  | Kazakhstan           |                |                      | 3 |              |              |
|  | Úc                   | 0              |                      |   |              |              |
|  | Úc                   | 0              | Tranh hạng 7         |   |              |              |
|  |                      |                |                      |   |              |              |
|  | 21-7-2011 – Vĩnh Yên |                |                      |   |              |              |
|  |                      |                |                      |   |              |              |
|  | Giang Tô             | 2              |                      |   |              |              |
|  | Giang Tô             | 2              |                      |   |              |              |
|  | Úc                   | 3              |                      |   |              |              |

### Tranh hạng 5–8
| Ngày | Thời gian |            | Điểm |            | Set 1 | Set 2 | Set 3 | Set 4 | Set 5 | Tổng  | Nguồn |
| ---- | --------- | ---------- | ---- | ---------- | ----- | ----- | ----- | ----- | ----- | ----- | ----- |
| 20/7 | 13:30     | Giang Tô   | 1–3  | Nonthaburi | 24–26 | 21–25 | 25-22 | 21–25 | –     | 91-98 | Nguồn |
| 20/7 | 16:00     | Kazakhstan | 3–0  | Úc         | 25–17 | 25–19 | 25–15 | –     | –     | 75–51 | Nguồn |

### Tranh hạng 7
| Ngày | Thời gian |          | Điểm |    | Set 1 | Set 2 | Set 3 | Set 4 | Set 5 | Tổng  | Nguồn |
| ---- | --------- | -------- | ---- | -- | ----- | ----- | ----- | ----- | ----- | ----- | ----- |
| 21/7 | 16:00     | Giang Tô | 2–3  | Úc | 25–18 | 19–25 | 17–25 | 25–16 | 12–15 | 98–99 | Nguồn |

### Tranh hạng 5
| Ngày | Thời gian |            | Điểm |            | Set 1 | Set 2 | Set 3 | Set 4 | Set 5 | Tổng   | Nguồn |
| ---- | --------- | ---------- | ---- | ---------- | ----- | ----- | ----- | ----- | ----- | ------ | ----- |
| 21/7 | 13:30     | Nonthaburi | 2–3  | Kazakhstan | 17–25 | 25–12 | 26–24 | 23–25 | 7–15  | 98–101 | Nguồn |

## Xếp hạng chung cuộc
| Xếp hạng | Đội bóng                       |
| -------- | ------------------------------ |
|          | Nhật Bản                       |
|          | CHDCND Triều Tiên              |
|          | Ngân hàng công nghiệp Hàn Quốc |
| 4        | Việt Nam                       |
| 5        | Kazakhstan                     |
| 6        | Nonthaburi                     |
| 7        | Úc                             |
| 8        | Giang Tô                       |

## Các giải thưởng cá nhân
- Vận động viên xuất sắc toàn diện:  CHDCND Triều Tiên Jong Jin-sim
- Vận động viên tấn công xuất sắc nhất:  CHDCND Triều Tiên Jong Jin-sim
- Vận động viên chắn bóng tốt nhất:  Việt Nam Nguyễn Thị Ngọc Hoa
- Vận động viên chuyền hai tốt nhất: CHDCND Triều Tiên Min Ok Ju
- Vận động viên phát bóng tốt nhất: Ngân hàng công nghiệp Hàn Quốc Lee Hyo Hee
- Vận động viên Libero tốt nhất:  Nhật Bản Yamaghishi Akane
- Vận động viên phòng thủ tốt nhất: Nhật Bản Yamaghishi Akane
- Hoa khôi VTV Eximbank Cup 2012:  Nhật Bản Misaki Tanaka